# Kloster St. Johannis (Hamburg)

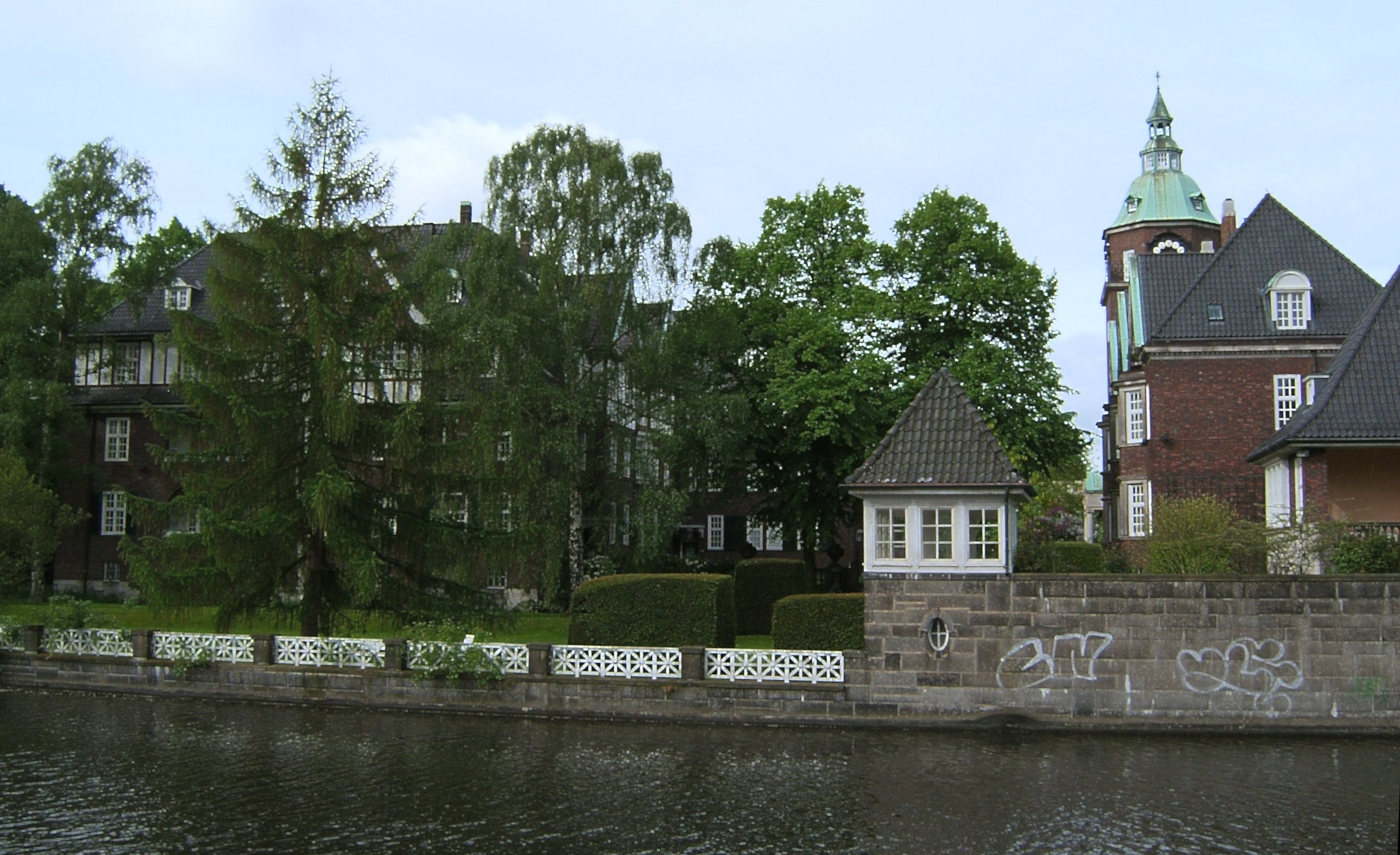
Das Johanniskloster am rechten Ufer des Alsterstreeks

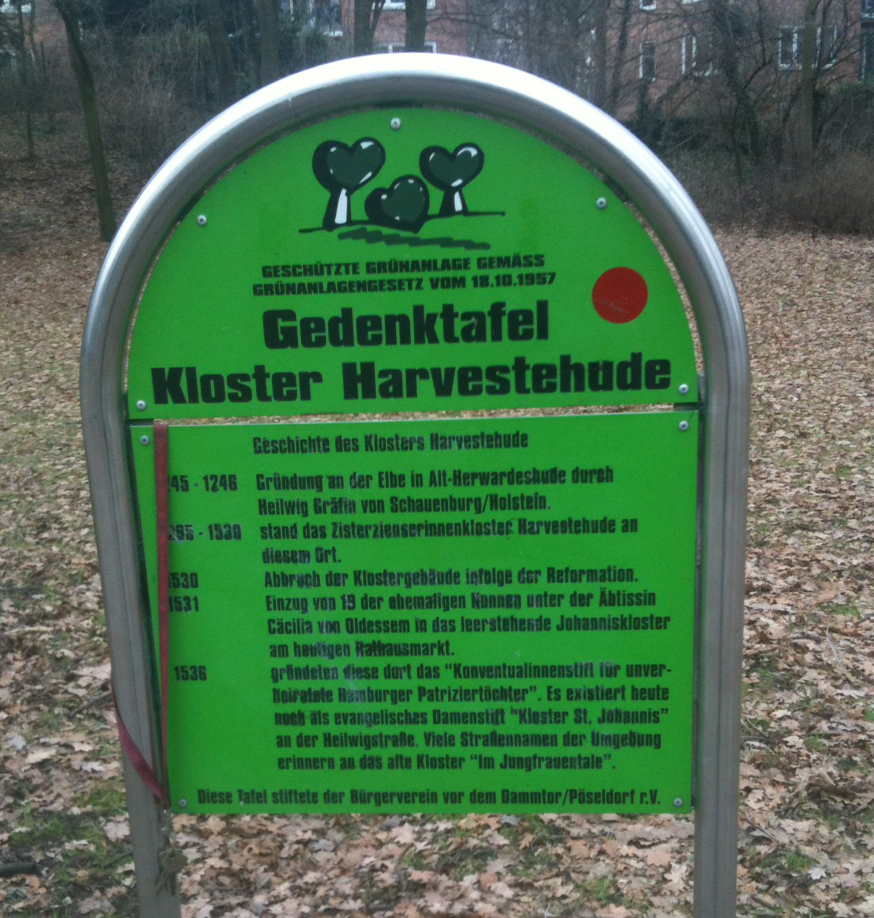
Gedenktafel für das Kloster im Eichenpark, Hamburg-Harvestehude

Das Kloster St. Johannis in Hamburg ist heute als Evangelisches Damenstift eine Wohnanlage in der Heilwigstraße 162 im Stadtteil Eppendorf. Diese wurde zwischen 1912 und 1914 durch die Architekten Richard Kahl und Ludwig Endresen errichtet und liegt in einem großzügigen Garten an der Alster. Für alleinstehende Frauen im Alter über 60 Jahren stehen 69 abgeschlossene Wohnungen zur Verfügung. Geleitet wird das Kloster durch einen vom Senat genehmigten Vorstand im Ehrenamt. Der Große Konvent wird gebildet aus den beiden Patronen, das sind der jeweilige Erste und Zweite Bürgermeister der Stadt, den drei Vorständen und der Domina genannten Vorsteherin. Diese Struktur besteht seit der Reformation.
Hervorgegangen ist das Kloster aus dem 1246 durch Heilwig von der Lippe gegründeten Zisterzienserinnen-Kloster Herwardeshude, das zunächst am Pepermölenbek vor dem späteren Altona lag und 1295 in die Gegend des heutigen Stadtteils Harvestehude verlegt wurde. Nach der Reformation wurden die Nonnen 1530 in den Gebäuden des zuvor aufgehobenen Dominikanerklosters St. Johannis in der Hamburger Innenstadt untergebracht und gründeten 1536 das Evangelische Conventualinnenstift für unverheiratete Hamburger Patrizier- und Bürgertöchter. 1837 wurde das Kloster an den Schützenwall, den späteren Klosterwall, verlegt. 1914 erfolgte der weitere Umzug zum heutigen Standort an der Heilwigstraße. Diese Straße wurde bereits 1870 nach der Klostergründerin benannt.

## Gründungsgeschichte

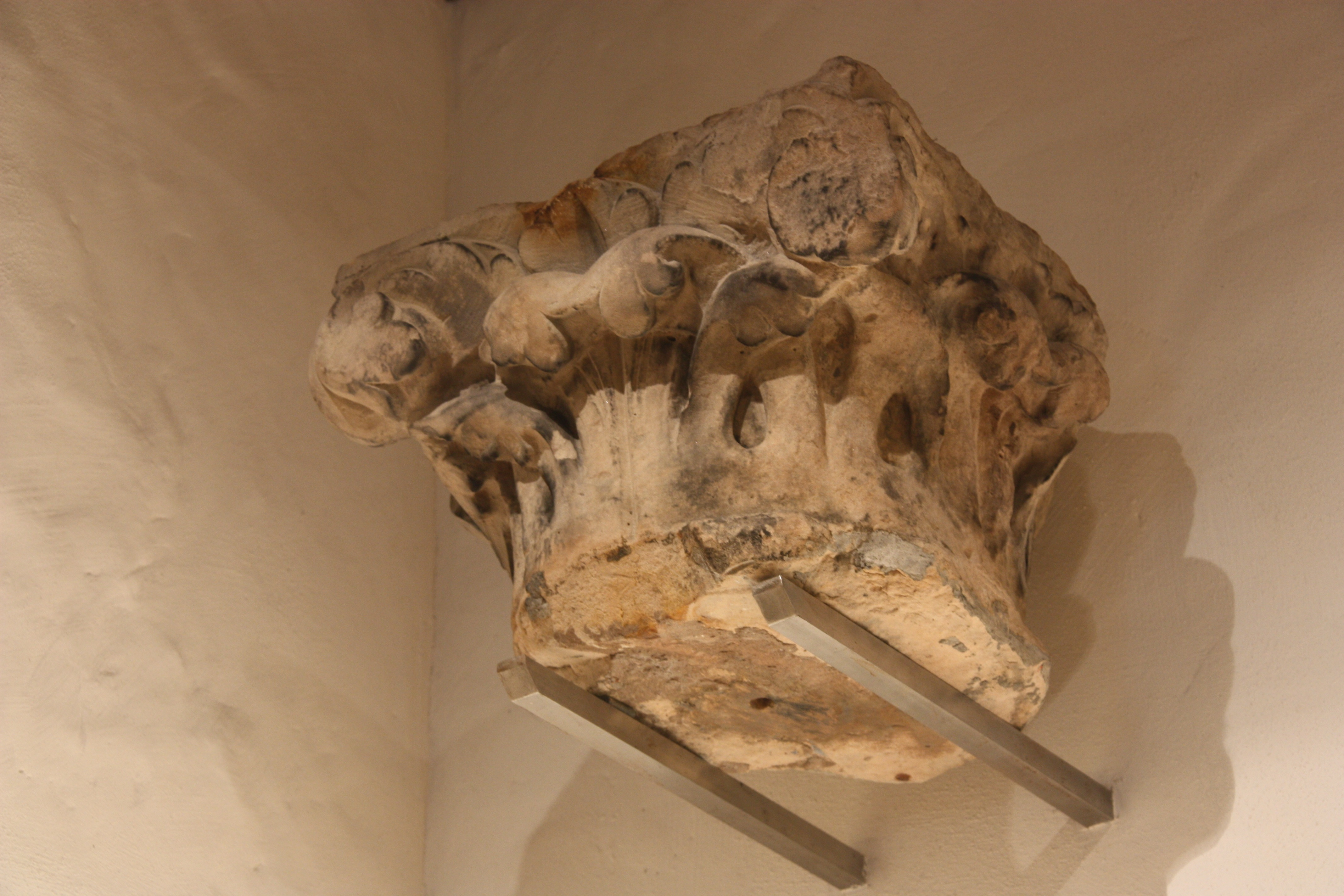
Säulenkapitell aus dem Klostergebäude des 14. Jahrhunderts im Museum für hamburgische Geschichte.

Die Gründung des Klosters geht auf den Grafen Adolph IV. von Schauenburg und Holstein zurück. Dieser hatte vor seiner Teilnahme an der Schlacht bei Bornhöved gegen die Dänen am 22. Juli, dem Namenstag der heiligen Maria Magdalena im Jahr 1227 das Gelübde abgelegt, für den Fall seines Sieges ein Kloster zu gründen und dort fortan zu leben. In Erfüllung dieses Gelübdes gründete er 1231 das Marien-Magdalenen-Kloster der Franziskaner am heutigen Adolphsplatz in Hamburg und 1236 das St.-Johannis-Kloster der Dominikaner am heutigen Rathausplatz, sowie 1242 in Kiel ein weiteres Franziskanerkloster, in dem er seine letzten Lebensjahre verbrachte. Adolfs Ehefrau, Gräfin Heilwig von der Lippe, tat es ihrem Mann gleich und gründete am 24. Februar 1246 ein Zisterzienserinnenkloster in Herwardeshude. Dies war ein Flecken auf einer Anhöhe oberhalb der Elbe, an dem Pepermölenbek, der später die Grenze zwischen St. Pauli und Altona markierte. Durch Schenkung konnte Heilwig für die Anlage des Klosters in den Besitz eines Hofes und einer Mühle sowie einiger Äcker und zwei weiterer Häuser gelangen. Die Einnahmen aus Hof und Mühle reichten für die Lebensgrundlagen des kleinen Konvents.  1247 wurde das Kloster von Papst Innozenz IV. bestätigt.
1293 kauften die Nonnen vom Schauenburger Grafen Heinrich I. von Holstein-Rendsburg Ländereien bei den Dörfern Oderfelde und Heimichhude an der Alster, „mit Gebüsch, Mooren, Wiesen, Weiden, Gewässern und allen Freiheiten, von allen Abgaben befreit“, und verlegten 1295 ihr Kloster an diesen Ort. Als Gründe für den Umzug wurden zum einen die Interessen Hamburgs genannt, das vor den Toren der Stadt ein freies Glacis zur Verteidigung wollte, wie auch, dass der Mühlbach Ende des 13. Jahrhunderts versiegte und so die Versorgung des Klosters nicht länger gewährleistet blieb.

## Kloster Herwardeshude

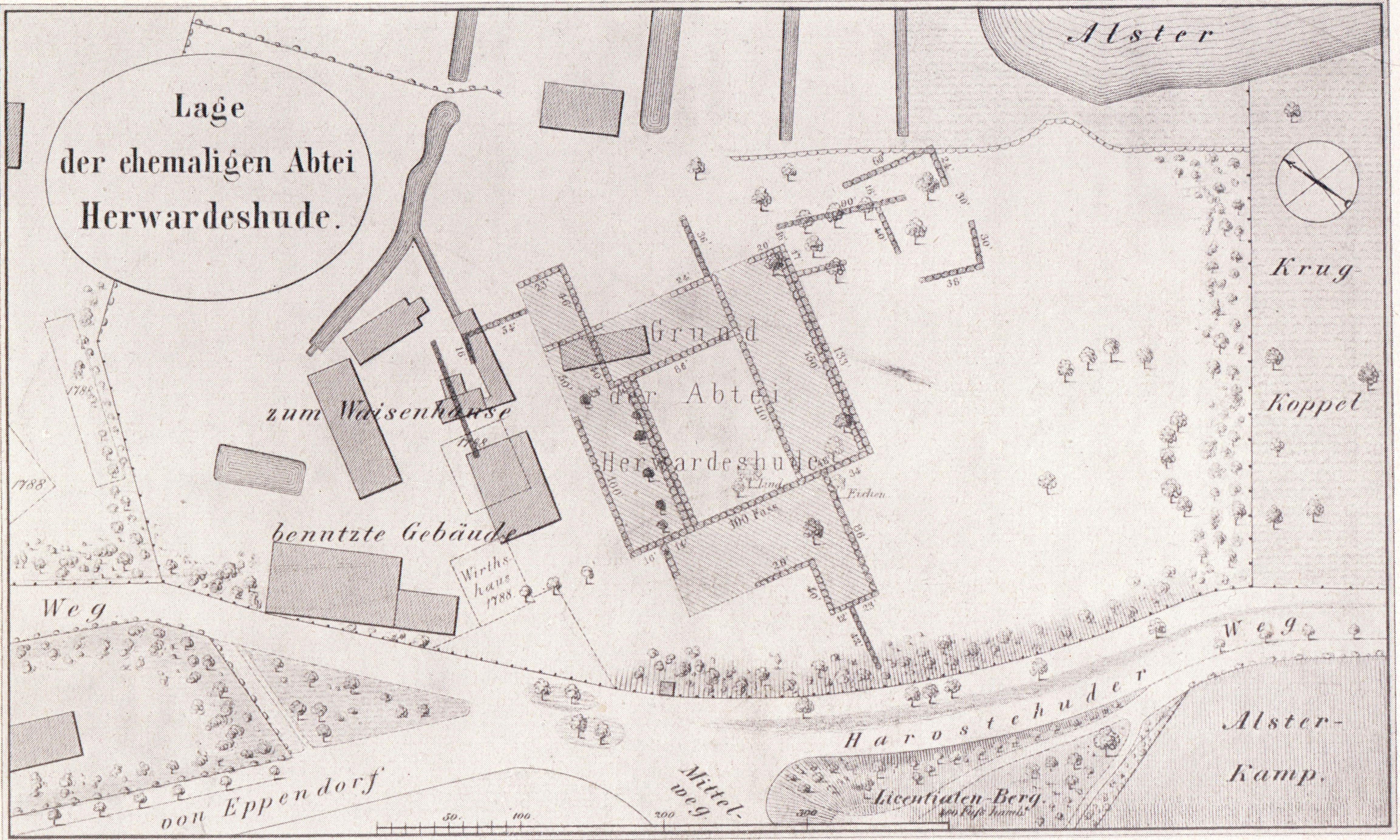
C. F. Gaedechens, Die Lage des Klosters, Zeichnung, ca. 1890

### Name und Lage
Die Nonnen nannten ihr neues Kloster In valle virginum – Jungfrauenthal, woran heute noch der Straßenname Frauenthal erinnert. Doch der Name setzte sich nicht durch. Stattdessen wurde das Kloster volkstümlich weiterhin nach dem ursprünglichen Standort Herwardeshude genannt. Aus diesem Namen entwickelte sich schließlich Harvestehude, die Bezeichnung für den umliegenden Stadtteil. Der Hamburger Geschichten- und Sagenschreiber Otto Beneke führte dazu aus: „In der Zeiten Lauf verschwand das alte Dorf Herwerdeshude an der Elbe, oder mindestens der Name desselben ging unter, der dafür von den Leuten aus alter Gewohnheit dem Kloster Frauenthal an der Alster übertragen wurde, das man zuletzt gar nicht anders als Herwerdeshude nannte, woraus endlich unser Harvestehude entstanden ist, was manche gute Hamburger, da ein Winterhude gegenüber liegt, auch wohl Herbstehude nennen und zwar gar nicht so irrig, denn ‚Harvest‘ ist das plattdeutsche Wort für Herbst.“
Die neuen Klostergebäude wurden an der Feldmark von Oderfelde errichtet, dem heute westlichen Teil des Eichenparks. Bei einer Neubebauung des Grundstücks im 19. Jahrhundert konnte die genaue Lage festgestellt und von Cipriano Francisco Gaedechens auf einer Skizze festgehalten werden. Demnach lagen die Klostergebäude an der heutigen Straße Klostergarten und am Harvestehuder Weg östlich der Einmündung des Mittelwegs und nördlich des Licentiatenbergs bis zur Alster hin. Die heutige Straße Frauenthal führt durch den westlichen Teil der Gebäude, der nach dem Plan als Waisenhaus genutzt wurde, hindurch.
Zahlreiche Straßennamen in der Umgebung weisen heute noch auf das Kloster an diesem Ort hin. Neben Klosterstern, Klosterstieg und Klostergarten sind auch die Bezeichnungen Frauenthal, Jungfrauenthal und Nonnenstieg, St. Benedictstraße, in Ehrung des Heiligen Benedicts als Schutzpatron des Klosters, und Heilwigstraße, in Erinnerung an die Gründerin des Klosters, auf diesen Ursprung zurückzuführen.

### Verhältnis zur Stadt Hamburg
Das Kloster stand seit seiner Gründung sowohl unter Schutz wie in wirtschaftlichen Beziehungen zu den Schauenburger Grafen und darüber in Kontakt mit der Verwaltung Hamburgs. 1305 wurden aus dem Rat der Stadt Klostervögte eingesetzt, die zum Beispiel für die Auszahlungen der Kornrenten an das Kloster sorgten. Aus dieser Tradition sind noch heute die Bürgermeister der Stadt Hamburg Geborene Patrone des Klosters.
Im Jahr 1310 kam es zum Vertrag zwischen der Stadt Hamburg, die den Schutz des Klosters übernahm, und den Nonnen, die sich verpflichteten, die stadtnahen Ländereien von Gebäuden zu räumen. In einem weiteren Vertrag wurde die Hundebek, die im Grindelwald beim heutigen Universitätsgelände entsprang und etwa 200 Meter südlich des heutigen Anlegers Alte Rabenstraße in die Alster mündete, als Grenze zwischen Kloster- und Stadtgebiet festgelegt. Die Dörfer Oderfelde und Heimichhude wurden niedergelegt. Die Interessen Hamburgs waren dabei militärische, aus Verteidigungsgründen sollte das Gelände vor der Stadtfestung unbebaut bleiben. Es wurde fortan landwirtschaftlich genutzt.
Ab dem 14. Jahrhundert entwickelte sich die Funktion des Klosters, junge Frauen aus der Oberschicht zu erziehen und zu unterrichten. Für die Zahlung einer gewissen Rente sollte den Töchtern „mores und virtutes“ gelehrt werden. Es entstand so eine persönliche Nähe zahlreicher Hamburger Bürger zu dem Kloster in Herwardeshude. Aber auch der Lebensstil der Frauen im Kloster passte sich weitgehend dem der Frauen aus der Stadt an, was im 15. Jahrhundert zu Problemen mit der Kirchenobrigkeit führte.

### Landerwerb
Die Einnahmen des Nonnenklosters bestanden, im Gegensatz zu Mönchsklöstern, allerdings nicht aus eigener Bewirtschaftung ihrer zahlreichen Güter, sondern aus der Einziehung von Zehnten, Zinsen und Renten aus dem Grundbesitz. Bereits um 1250 hatte das noch junge Kloster Land auf dem Gorieswerder gekauft und um 1275 dreizehn Hufen Land in neun stormarnschen Dörfern und eine Fischgerechtigkeit an der Bille. „Das Kloster Harvestehude besaß schon in dieser ersten Phase seiner Entwicklung genügend Kapital und Kontakte für einen langsamen aber stetigen Besitzaufbau.“ Das 1293 gekaufte Gebiet umfasste den Grindelwald, den Schlump und den Schäferkamp und streckte sich im Norden bis zur Isebek. Im 14. Jahrhundert wurden der aktive Erwerb von Landbesitz und Rechtsgütern fortgesetzt. So erwarb das Kloster unter anderem einen Wirtschaftshof in Ottensen und die an der Alster gelegenen Dörfer Alsterdorf, Eimsbüttel, Eppendorf und Winterhude, zudem das Tarpenbeker Moor und den Alsterzoll bei Eppendorf. Auch in weiterer Entfernung kamen Besitzungen hinzu: vierundzwanzig Morgen Land in den Stader Elbmarschen, ein Krug in Bramfeld, Land in der Haseldorfer Marsch und weiteres auf den Elbwerdern. 1385 kam noch das Dorf Bilsen mit sämtlichen Gütern und Rechten vor allem an wertvollen Holzungen hinzu. 1400 wurde die Eppendorfer St. Johanniskirche dem Kloster inkorporiert. Damit waren die Landerwerbungen des Klosters weitgehend abgeschlossen, es besaß eine um ein Vielfaches größere Landfläche als die Stadt Hamburg selbst.

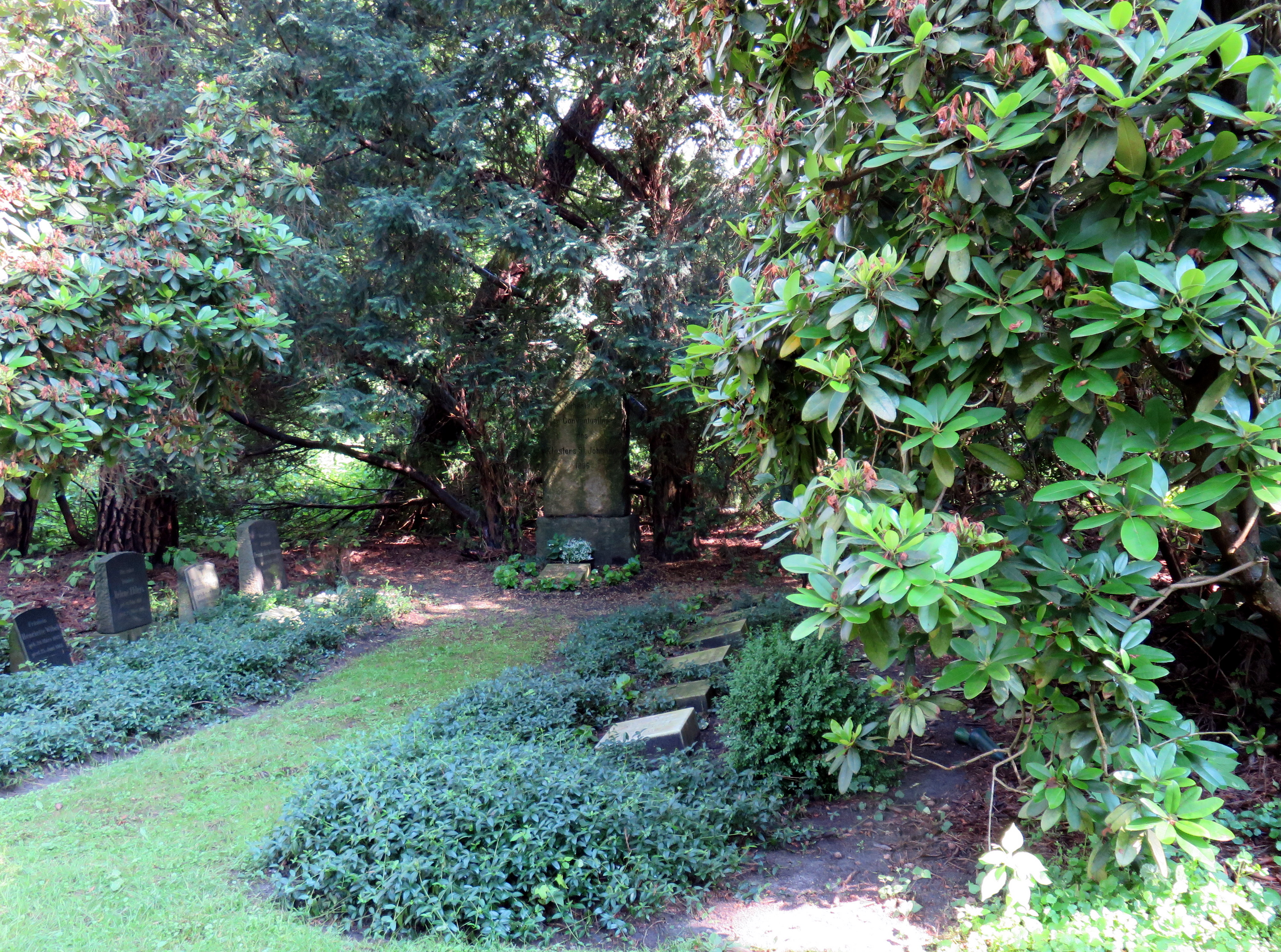
Gemeinschaftsgrab der Conventualinnen des Klosters St. Johannis, Friedhof Ohlsdorf

### Auflösung
Ab 1525 setzte sich die Reformation in Hamburg zunehmend durch, Johannes Bugenhagen wurde in die Stadt berufen und erarbeitete eine neue Kirchenordnung. Die Zisterzienserinnen widersetzten sich einer Reform, 1530 kam es zum Eklat. Die Nonnen, von Bugenhagen Lügenbräute Gottes genannt, wurden aus Harvestehude vertrieben, die Gebäude auf Weisung des Hamburger Rats und der Bürgerschaft zerstört und abgebrochen. Auch die Dominikaner im Stadtkloster St. Johannis beim heutigen Rathausmarkt waren 1528 vertrieben worden. Das nun leerstehende Gebäude wurde den heimatlos gewordenen Frauen von der Stadt angeboten, unter der Bedingung, dass sie zum evangelischen Glauben übertreten und sich nicht mehr als Nonnen bezeichneten. So wurde das Haus kurze Zeit später von neunzehn konvertierten Nonnen unter der Äbtissin Caecilia von Oldessem bezogen, die fortan Jungfrau Domina genannt wurde. 1536 wurde so das Evangelische Conventualinnenstift für unverheiratete Hamburger Patrizier- und Bürgertöchter gegründet. Zudem wurde in einem Rezess bestimmt, den großen Güterbesitz des ehemaligen Klosters Herwardeshude zu erhalten und unter der Klosterstiftung zu verwalten. Damit war das alte Kloster Herwardeshude in ein evangelisches Damenwohnstift übergegangen, die Verwendung der Klostereinkünfte hatten fortan den Zweck, Unterbringung und Unterhalt lediger Hamburger Bürgertöchter zu bestreiten.

## Kloster St. Johannis
Die Klosterverwaltung hat sich seit dem Rezess von 1536 kaum verändert. Vertreten wurde die Stiftung durch die ehrenamtlich tätigen Patrone und Vorsteher. Die Patrone wurden vom Bürgermeister aus den Mitgliedern des Senats ernannt oder aber selbst durch die Bürgermeister gestellt. Die Vorsteher ernannte der große Konvent, der sich aus den Patronen, Vorstehern und der Domina zusammensetzte. Die Geschäftsführung hatte der Klosterschreiber inne, der den Weisungen der Vorsteher unterlag. Die innere Klosterordnung war und ist Aufgabe der Domina.

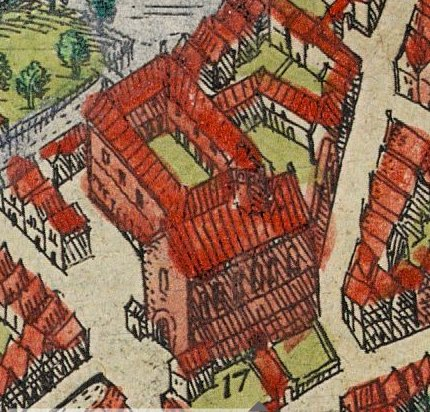
Braun & Hogenberg, Hamburg, 1594, Ausschnitt: St.-Johannis-Kloster

### Erster Standort Rathausmarkt
Das Gebäude, das den Frauen 1530 nach der Vertreibung aus Harvestehude zugewiesen wurde, ging auf die Klostergründung des Grafen Adolf IV. von etwa 1235 zurück. Es lag am Dreckwall, an der Stelle des heutigen Rathauses und seines Vorplatzes, zum Bestand gehörte auch die Klosterkirche St. Johannis, die als evangelische Kirche weiter genutzt werden konnte. Sie teilten sich dieses Haus mit der 1529 von Bugenhagen gegründeten Schule, der Gelehrtenschule des Johanneums.

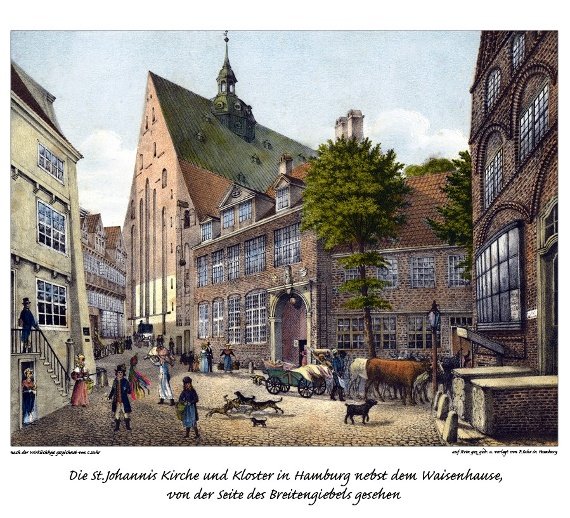
Blick durch Hinter dem Breiten Giebel auf den breiten Ostgiebel der Klosterkirche St. Johannis und angrenzende Klosterbauten, Lithographie um 1825 von Peter Suhr

Die Umwandlung in das evangelische Konventualinnenstift, das unverheirateten Hamburger Bürgertöchtern Wohnung und Rente gewährte, wurde hanseatischen Gepflogenheiten entsprechend organisiert, die Jungfrauen mussten von ihren Verwandten eingekauft werden: „Bei der Eintragung ins Expektantinnenbuch war eine erste Rate fällig, bei der ‚Hebung‘ zur Konventualin die zweite Zahlung. Oft wurde der ‚Klosterbrief‘ als Patengeschenk schon in die Wiege gelegt. Bei der Heirat fiel das eingezahlte Vermögen dem Kloster zu.“
Die Besetzung durch die Franzosen von 1806 bis 1814 brachte die Klosterstiftung in erhebliche finanzielle Schwierigkeiten, da viele ihrer Dörfer und Höfe vor der Stadtmauer niedergebrannt worden waren. Napoleonische Truppen nutzten die Klosterkirche als Magazin. 1829 wurde sie wegen Baufälligkeit abgerissen. Da auch das alte Klostergebäude zunehmend verfiel, erwarb das Stift 1836 ein neues Gebäude am Schützenwall, dem späteren Klosterwall.

### Zweiter Standort Klosterwall

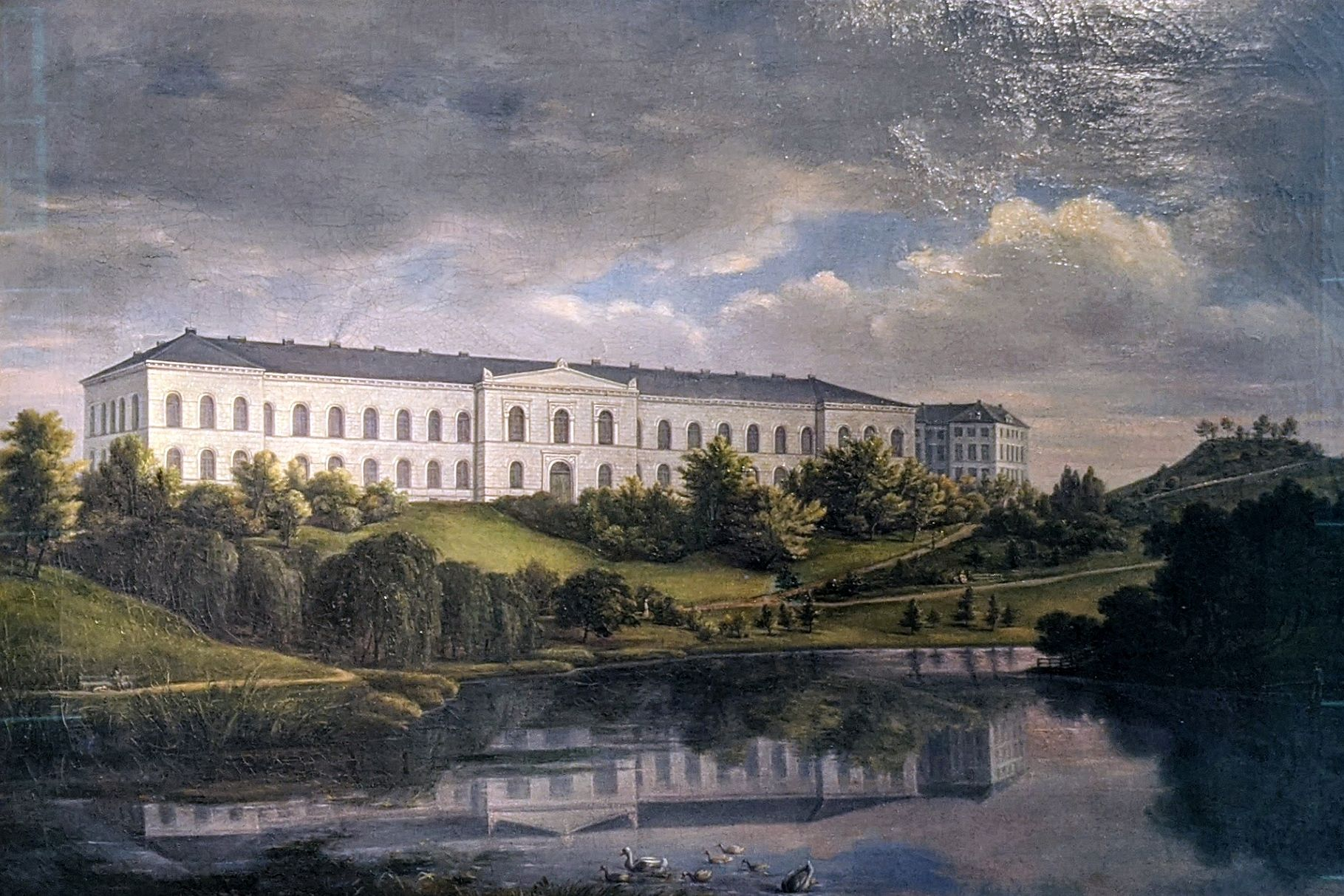
Klosterneubau von Carl Ludwig Wimmel am heutigen Klosterwall, gemalt von Johann Joachim Faber 1839

Das von Carl Ludwig Wimmel erbaute neue Gebäude, in das 1837 zwanzig Konventualinnen und achtzehn Witwen aus dem alten Johanniskloster umzogen, war erheblich geräumiger. Es bot Platz für 60 Konventualinnen und verfügte zudem über ein eigenes Witwenhaus an der Steinstraße mit zehn Wohnungen. Finanziert wurde der Neubau und der Umzug durch zahlreiche Verkäufe aus dem Grundbesitz der Stiftung. Auch an diesem Standort weisen die Straßenbenennungen auf die Lage des ehemaligen Klosters hin, neben dem Klosterwall und dem Johanniswall, erinnert die Straße Klostertor an das von 1853 bis 1861 bestehende Tor in direkter Nähe des Klosters.
Nachdem 1866 das Vorwerk Harvestehude, das Gebiet zwischen Rothenbaumchaussee, Isebek und Hallerstraße, für vier Millionen Mark an ein Konsortium verkauft worden war, gründete das Stift 1872 mit diesem Geld die Unterrichtsanstalten des Klosters St. Johannis am Holzdamm. Sie beinhalteten eine höhere Mädchenschule, einen Kindergarten und ein Lehrerinnenseminar, später kamen weitere Ausbildungsgänge hinzu. Ende 1881 wurde die Klosterschule von 742 Schülerinnen und 92 Seminaristinnen besucht. 1923 wurde die Institution aufgrund der geänderten politischen Verhältnisse sowie der wirtschaftlichen Lage des Klosters der Oberschulbehörde übereignet und in einem von Fritz Schumacher entworfenen Neubau beim Berliner Tor untergebracht. Das Gebäude Holzdamm 5 im Ensemble mit der Rautenbergstraße 1 – unmittelbar neben dem Hotel Atlantic gelegen – steht unter Denkmalschutz und beherbergt heute die Staatliche Handelsschule.

### Dritter Standort Heilwigstraße
Das Gebiet am Klosterwall wurde ab 1900 durch den Bau des Hamburger Hauptbahnhofs zu innerstädtischem Interessengebiet. 1911 verkaufte der Konvent sein dortiges Gelände für 2,5 Millionen Goldmark an die Finanzdeputation und ließ an der Eppendorfer Heilwigstraße einen neuen Gebäudekomplex errichten. Er wurde von den Architekten Kahl und Endresen im englischen Landhausstil geplant und lehnt sich an klösterliche Vorbilder an. Am Augenfälligsten ist darin der Uhrturm am Eingangsbereich und die Anlage nach Art mittelalterlicher Kreuzgänge, alle Korridore haben direktes Licht, die Eingangshalle ist mit weißem Marmor ausgelegt und die Treppenhäuser bestehen aus Eichenholz. Die Wohnanlage liegt auf einem 11.000 Quadratmeter großen Grundstück mit abgeschirmtem Garten und Uferbefestigung zur Alster hin. Am 11. Juli 1914 weihte es der damalige Patron, Bürgermeister William Henry O’Swald, als Evangelisches Damenstift Kloster St. Johannis ein. Es hat bis heute Bestand:

„Je nach Leerstand werden neue Bewohnerinnen aufgenommen und zahlen eine angemessene Miete. Jede Dame verfügt über eine abgeschlossene Wohnung (verschiedene Größen) und versorgt sich selbst. Die Nachbarschaftshilfe ist vorbildlich. Wir fühlen uns einer christlich humanistischen Lebensordnung verpflichtet. [...] Eingedenk der klösterlichen Wurzeln, bemühen wir uns, um eine in die Zukunft weisende lebendige Orientierung in der Gegenwart.“

Etwa 250 Meter nordwestlich des heutigen Klostergebäudes befindet sich die St.-Johannis-Kirche, die von 1400 bis 1832 durch das Kloster bzw. die Klosterstiftung verwaltet wurde.

## Übersicht über den Grundbesitz
Das einst so große Grundvermögen des Klosters, das 1530 vom Kloster Herwardeshude in die Stiftung St. Johannis überging, ist im Laufe der Zeit wesentlich zusammengeschrumpft. Einige der städtischen und ländlichen Grundstücke wurden bereits im 17. und 18. Jahrhundert veräußert. Nach der Franzosenzeit und mit dem Umzug in das neue Gebäude am Klosterwall, ging die Stiftung dazu über, weitere Grundstücke zu verkaufen. Da für die Stadt Hamburg die Gebiete für die geplanten Stadterweiterungen von großem Interesse waren, beschloss der Senat 1826 die Übernahme der obrigkeitlichen Rechte, 1830 wurden die meisten der Klosterländereien in die neugegründeten Landherrenschaften der Geest- und Marschlande eingegliedert. 1866 wurde der Grundbesitz der Stadt übereignet, die sich dafür zu einer immerwährenden Jahresrente an die Kirche verpflichtete, und vielfach an private Investoren weiterverkauft.
| Besitz                      | Erwerb / Besitznahme | Verkauf / Verlust | Anmerkung |
| --------------------------- | -------------------- | ----------------- | --- |
| Alsterdorf                  | 1803                 |                   | nach Verhandlungen mit Dänemark im Tausch gegen Bilsen erworben; ab 1831 unter Verwaltung der Landherrenschaft der Geestlande                                                                         |
| Alt-Herwardeshude           | 1246                 | vor 1530          | von der Grafschaft Holstein-Pinneberg vor 1530 zurückgekauft |
| Bahrenfeld                  | vor 1350             | vor 1530          | von der Grafschaft Holstein-Pinneberg vor 1530 zurückgekauft |
| Barmbek                     | vor 1300             |                   | einzelne Güter, eine Hufe von den Gebrüdern Heynrich und Meynrich von Heynbroke gekauft |
| Bassenfleth                 | vor 1350             |                   | einzelne Güter; gingen 1530 in den Besitz der Stiftung St. Johannis über |
| Bilsen                      | 1385                 | 1803              | ging 1530 in den Besitz der Stiftung St. Johannis über, 1803 ausgetauscht gegen Alsterdorf |
| Bramfeld                    | vor 1300             |                   | einzelne Güter, viereinhalb Hufe von den Gebrüdern Heynrich und Meynrich von Heynbroke gekauft |
| Duvenstedt                  | vor 1300             |                   | einzelne Güter von den Gebrüdern Heynrich und Meynrich von Heynbroke gekauft |
| Eimsbüttel                  | 1339                 |                   | bereits 1275 wurde eine Hufe von den Gebrüdern Heynrich und Meynrich von Heynbroke gekauft; ging 1530 in den Besitz der Stiftung St. Johannis über                                                    |
| Eppendorf                   | 1343                 |                   | ging 1530 in den Besitz der Stiftung St. Johannis über |
| Gorieswerder                | 1250                 |                   | einzelne Güter, erste Erwerbung des Klosters; nach Sturmfluten im 13. und 14. Jahrhundert war der Gorieswerder in mehrere Elbinseln geteilt; gingen 1530 in den Besitz der Stiftung St. Johannis über |
| Grindel                     | 1293                 |                   | ging 1530 in den Besitz der Stiftung St. Johannis über |
| Groß Borstel                | vor 1350             | 1836              | ging 1530 in den Besitz der Stiftung St. Johannis über; 1836 Verkauf an den Jäger Wehling |
| Halstenfleth                | vor 1350             |                   | ging 1530 in den Besitz der Stiftung St. Johannis über |
| Harvestehude                | 1293                 | 1866              | ging 1530 in den Besitz der Stiftung St. Johannis über; ab 1831 unter Verwaltung der Landherrenschaft der Geestlande; 1866 an ein privates Klosterkonsortium verkauft                                 |
| Kirchsteinbek               | vor 1300             |                   | einzelne Güter von den Gebrüdern Heynrich und Meynrich von Heynbroke gekauft |
| Lemsahl                     | vor 1300             |                   | einzelne Güter, zweieinhalb von den Gebrüdern Heynrich und Meynrich von Heynbroke gekauft |
| Lokstedt                    | 1383                 | vor 1530          | von der Grafschaft Holstein-Pinneberg vor 1530 zurückgekauft |
| Mellingstedt                | vor 1300             |                   | einzelne Güter, eine Hufe von den Gebrüdern Heynrich und Meynrich von Heynbroke gekauft |
| Niendorf                    | 1383                 | vor 1530          | von der Grafschaft Holstein-Pinneberg vor 1530 zurückgekauft |
| Ohlsdorf                    | 1366                 |                   | ging 1530 in den Besitz der Stiftung St. Johannis über |
| Osdorf                      | vor 1300             |                   | einzelne Güter, zwei Hufe von den Gebrüdern Heynrich und Meynrich von Heynbroke gekauft |
| Othmarschen                 | vor 1400             | vor 1530          | einzelne Güter; von der Grafschaft Holstein-Pinneberg vor 1530 zurückgekauft |
| Ottensen                    | vor 1400             | vor 1530          | einzelne Güter; von der Grafschaft Holstein-Pinneberg vor 1530 zurückgekauft |
| Schäferkamp                 | 1293                 |                   | ging 1530 in den Besitz der Stiftung St. Johannis über |
| Schiffbek                   | vor 1300             |                   | einzelne Güter von den Gebrüdern Heynrich und Meynrich von Heynbroke gekauft, einschließlich Fischrechte an der Bille                                                                                 |
| Schlump                     | 1293                 |                   | ging 1530 in den Besitz der Stiftung St. Johannis über |
| Tinsdal                     | 1348                 | vor 1530          | einzelne Güter; von der Grafschaft Holstein-Pinneberg vor 1530 zurückgekauft |
| Twielenfleth                | vor 1350             |                   | einzelne Güter; gingen 1530 in den Besitz der Stiftung St. Johannis über |
| Wellingsbüttel              | vor 1450             | 1484              | Besitz des Bistums Bremen, 1430–1484 Pfandbesitz des Klosters, |
| Winterhude                  | 1365                 | 1831              | ging 1530 in den Besitz der Stiftung St. Johannis über; ab 1831 unter Verwaltung der Landherrenschaft der Geestlande                                                                                  |
| Hamburg, Bergstraße         | 1478                 |                   | Innerstädtisches Grundstück, geschenkt von Johann Schreye |
| Hamburg, Katharinenstraße   | vor 1530             |                   | Innerstädtisches Grundstück mit einem Brauhaus, durch Vererbung |
| Hamburg, Kattrepelstaven    | vor 1530             |                   | Innerstädtisches Grundstück mit einem Brauhaus, durch Vererbung |
| Hamburg, Knochenhauerstraße | vor 1500             |                   | Innerstädtisches Grundstück mit einem Brauhaus, durch Vererbung |
| Hamburg, Neue Burg          | vor 1500             |                   | Innerstädtisches Grundstück mit einem Brauhaus, durch Vererbung |
| Hamburg, Rosenstraße        | vor 1500             |                   | Innerstädtisches Grundstück mit einem Brauhaus, durch Vererbung |
| Hamburg, Stekelhörn         | vor 1500             |                   | Innerstädtisches Grundstück mit einem Brauhaus, durch Vererbung |